# Marvin Stippes
Marvin Clifford Stippes (8 de agosto de 1922 — Urbana (Illinois), 20 de abril de 1979) foi um educador e matemático estadunidense.

## Vida e carreira
Filho de John e Ella Stippes, casou com Patricia Kovatovich, em 1946. Graduado em educação pela Universidade de Illinois em Urbana-Champaign, em 1943. Foi depois para Seattle, onde trabalhou na Boeing e obteve um mestrado em matemática na Universidade de Washington, em 1946. Tornou-se professor do Colégio de Engenharia da Universidade de Illinois em Urbana-Champaign, em 1949. Obteve um doutorado em mecânica aplicada no Instituto Politécnico da Virgínia, em 1957. Tornou-se professor assistente da Universidade de Illinois em Urbana-Champaign em 195 e professor pleno em 1959.
Foi um especialista em teoria da elasticidade. Foi fundador e editor do Journal of Elasticity. Foi orientador de mais de trinta doutorandos.

## Publicações
- com Gerald Wempner, Morris Stern e Royce Beckett, An Introduction to the Mechanics of Deformable Bodies. Columbus, Ohio: Charles E. Merrill Books, 1961.